# Oreopsyche hirtella
Oreopsyche hirtella är en fjärilsart som beskrevs av Charles Théophile Bruand d’Uzelle 1853. Oreopsyche hirtella ingår i släktet Oreopsyche och familjen säckspinnare. Inga underarter finns listade i Catalogue of Life.